# Cyclolobium
Cyclolobium es un género de plantas con flores  perteneciente a la familia Fabaceae. Comprende 8 especies descritas y de estas, solo 5 aceptadas.

## Taxonomía
El género fue descrito por George Bentham y publicado en Commentationes de Leguminosarum Generibus 28. 1837.

## Especies
A continuación se brinda un listado de las especies del género Cyclolobium aceptadas hasta septiembre de 2012, ordenadas alfabéticamente. Para cada una se indica el nombre binomial seguido del autor, abreviado según las convenciones y usos.
- Cyclolobium blanchetianum Tul.
- Cyclolobium brasiliense Benth.
- Cyclolobium claussenii Benth.
- Cyclolobium louveira Chanc.
- Cyclolobium vecchii Hoehne